# Austremoine de Clermont
Pour les articles homonymes, voir Austremoine.
Austremoine est le premier évêque supposé de Clermont et l'évangélisateur de l'Auvergne dans la seconde moitié du IIIe ou au début du IVe siècle. Il serait mort en 286, voire plus tard au IVe siècle. Il est reconnu comme saint par l'Église catholique romaine et l'Église orthodoxe qui le  fêtent le 1er novembre comme inscrit au Martyrologe romain, et le 8 novembre dans le diocèse de Saint-Flour.
Grégoire de Tours, dans son Histoire des Francs, amalgame des récits d'origines, de dates et de valeurs différentes, pour raconter l'histoire légendaire des sept missionnaires qui, au temps de la persécution de Dèce autour de 250, auraient été envoyés en Gaule par « les évêques de Rome » : Austremoine, Gatien de Tours, Trophime d'Arles, Paul de Narbonne, Saturnin de Toulouse, Denis de Paris et Martial de Limoges. En réalité, la fondation de l'évêché de Clermont n'est connue le plus souvent que par des traditions locales tardives et légendaires qui visent à prouver l'antériorité d'un siège par rapport à un autre.

## Étymologie
Austremoine est son nom traditionnel, mais inexact : Grégoire ne lui donne jamais d'autre nom que Stremonius,. Au VIIe siècle, le nom Stremonius disparaît, tombé dans l'attraction du nom germanique Austremoni, latinisé sous la forme Austremonius. On peut également trouver les variantes Austromoine, Strémon et leurs dérivés en latin.

## Parcours

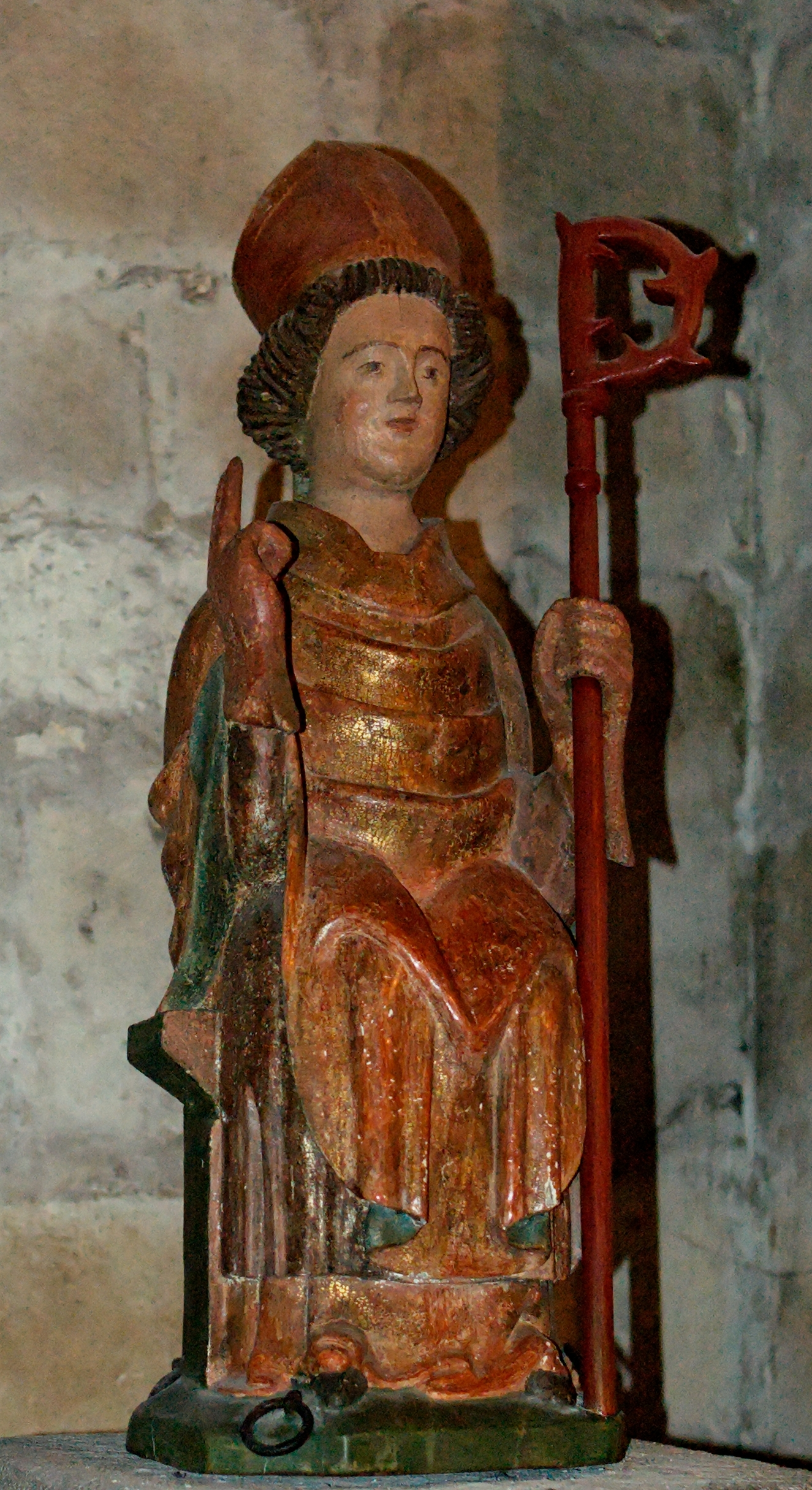
Statue en bois peint de saint Austremoine (XVIIe siècle), église Saint-Austremoine d'Issoire.

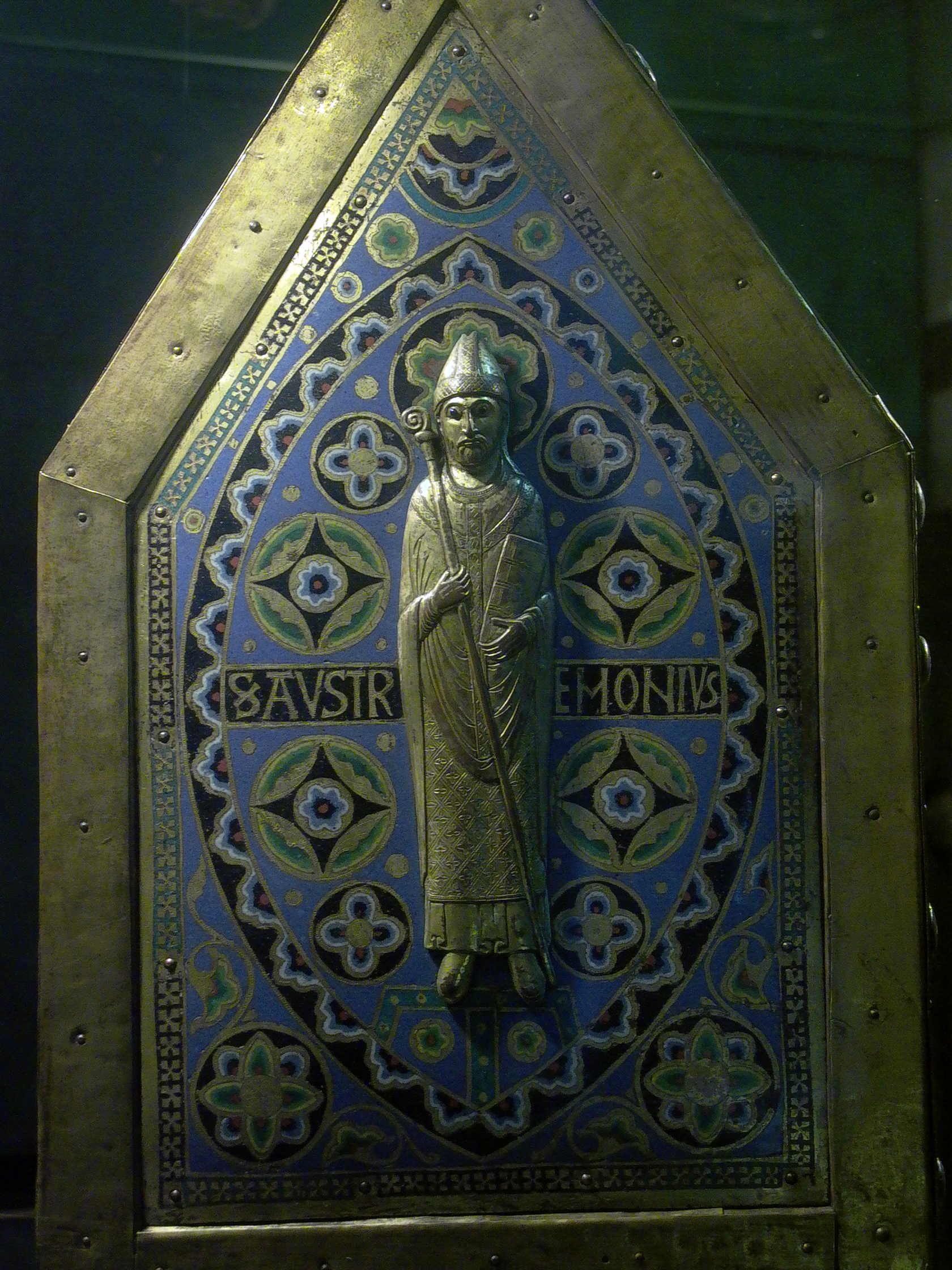
Saint Austremoine sur la châsse de saint Calmin (XIIe siècle) conservée en l'abbaye de Mozac.

Il serait juif de naissance, né à Emmaüs, fils d'un nommé Judas et d'une juive appelée Anne d'après les récits de vie (tardifs et douteux) de Cézard Dagonneau et Jacques Branche, mais d'après Pierre-François Fournier le nom Stremonius plaide en faveur d'une origine gallo-romaine, le radical Strem- étant attesté dans la moitié méridionale de la Gaule.
Il partirait de Rome en 250 ou 253, voire au début du IVe siècle, accompagné des diacres Marius, Anthemius, Mametus (Mamet), Nectarius (Nectaire en français, qui a donné le nom de la commune de Saint-Nectaire dans le Puy-de-Dôme) et Seronatus pour évangéliser l'Auvergne, c'est-à-dire apporter la religion chrétienne dans ce territoire.
Saint Privat, évangélisateur du Gévaudan aurait également été au nombre de ses disciples.
Il convertit notamment le prêtre païen Victorin.
Austremoine devient le premier évêque de Clermont, évêché qui, sous le nom d'Arverne, est l'un des plus anciens de la Gaule. 

## Sources

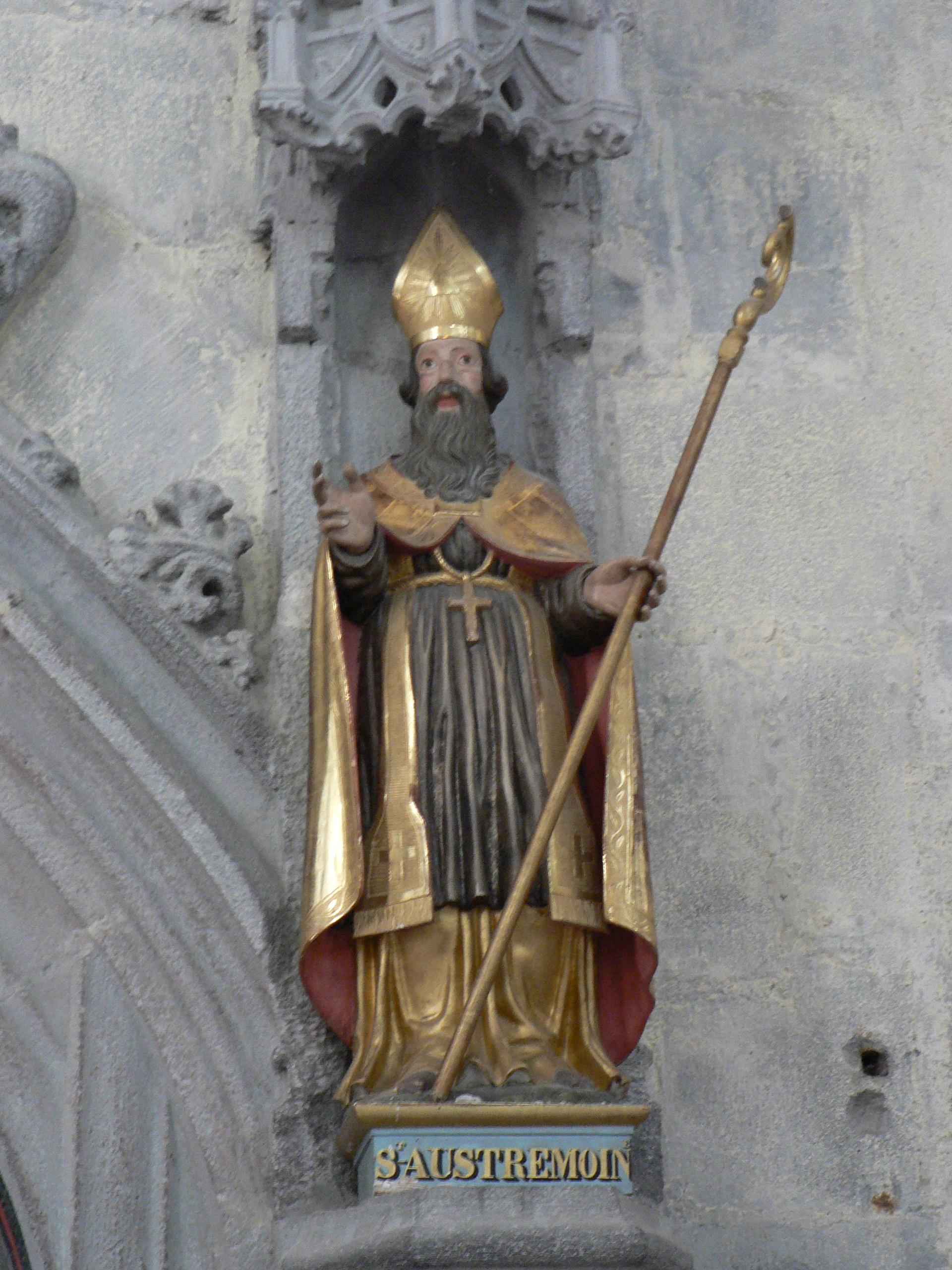
Statue en bois peint à l'église abbatiale de Mozac (-XVIIIe siècle).

Grégoire de Tours évoque saint Austremoine en quelques phrases dans deux de ses ouvrages :
- L'Histoire des Francs (livre I, XXX) : «Sous l'empereur Dèce il s'éleva contre le nom chrétien un grand nombre de persécutions, et on fit un si grand carnage des fidèles qu'on ne pourrait les compter. [...] Valentinien et Novatien, alors les principaux chefs des hérétiques, à l'insinuation de l'ennemi de Dieu, attaquèrent notre foi. Dans ce temps sept hommes, nommés évêques, furent envoyés pour prêcher dans les Gaules, comme le rapporte l'histoire de la passion du saint martyr Saturnin. Sous le consulat de Décius et de Gratus, comme le rappelle un souvenir fidèle, la ville de Toulouse eut pour premier et plus grand évêque, saint Saturnin. Voici ceux qui furent envoyés : Gatien, évêque à Tours ; Trophime à Arles ; Paul à Narbonne ; Saturnin à Toulouse ; Denis à Paris, Strémon [Austremoine]  en Auvergne et Martial à Limoges ».

- À la Gloire des Confesseurs (chapitre 30) : « Saint Stremonius [Austremoine], compagnon de saint Gatianus et apôtre de Clermont. Son tombeau est au bourg d'Iciodorus [Issoire] où Cautinus alors diacre (et depuis évêque), chargé de gouverner l'église du lieu, s'aperçut que ce tombeau était sanctifié par des miracles ».

Pierre-François Fournier distingue dix traditions ou Vies de saint Austremoine, la première et la plus ancienne étant conservée par deux manuscrits conservés à la bibliothèque du patrimoine de Clermont Auvergne Métropole : les manuscrits 147 (Xe siècle) et 148 (XIIe siècle) publiés par Guillaume van Hooff en 1887 dans les Acta sanctorum.

## La translation de ses reliques
À sa mort, le corps de saint Austremoine a été transféré dans un premier temps à Volvic, avant que le roi Pépin le Bref en 764 ou Pépin II d'Aquitaine en 848 fasse transporter ses reliques en l'abbaye de Mozac, bien que l'abbaye d'Issoire et l'évêché de Clermont les aient réclamées.
Ses reliques sont aujourd'hui conservées dans la chapelle centrale du collatéral sud de l'abbatiale de Mozac, dans une châsse en bois peint du XVIe siècle, dite châsse de saint Austremoine.
Au milieu du IXe siècle, la tête du saint a été déposée à Saint-Yvoine avant qu'elle ne retourne à Issoire vers l'année 900, lieu d'origine de son inhumation.
En 1904, le musée des Tissus de Lyon  fait l'acquisition auprès de la Fabrique de l'église Saint-Pierre de Mozac du suaire de saint Austremoine provenant probablement de Constantinople et datant de la première moitié du IXe siècle, qui avait servi à envelopper les reliques. La sacristie de l'abbaye de Mozac conserve toujours les lanières de cuir avec des sceaux de cire qui liaient les ossements dans le suaire.

## Galerie

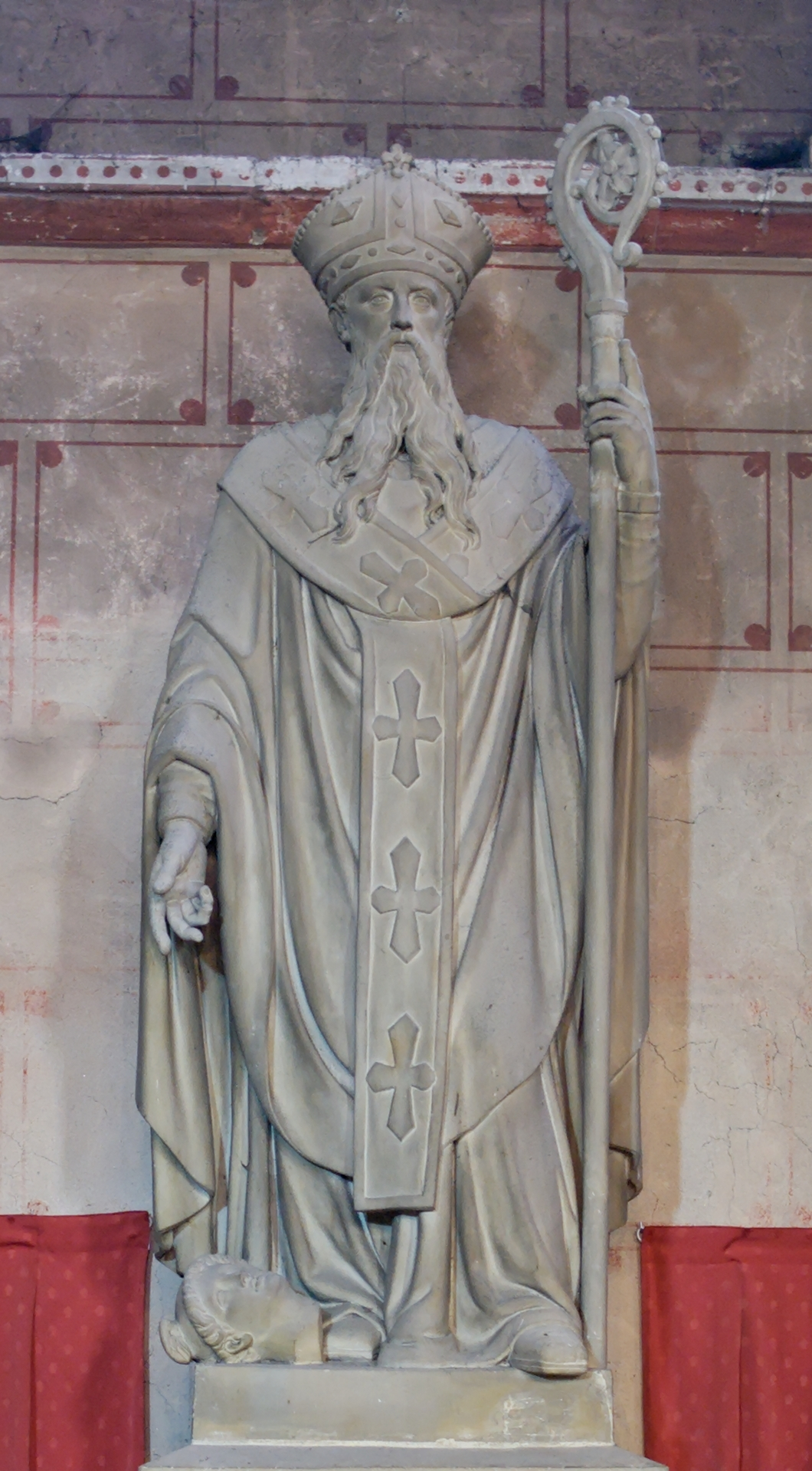
Statue à l'église Saint-Austremoine d'Issoire.
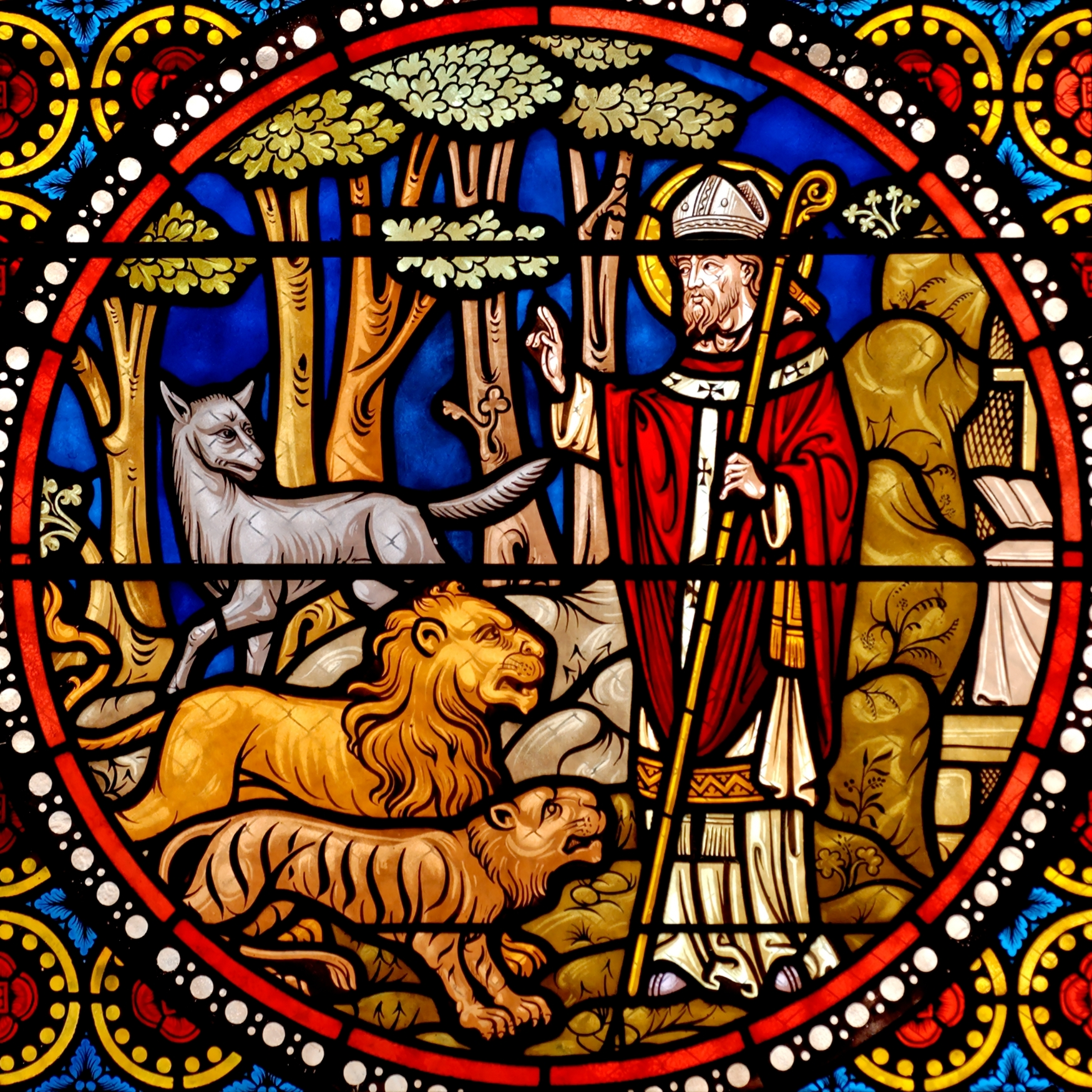
Austremoine et les bêtes sauvages, vitrail à l'église Saint-Austremoine d'Issoire.
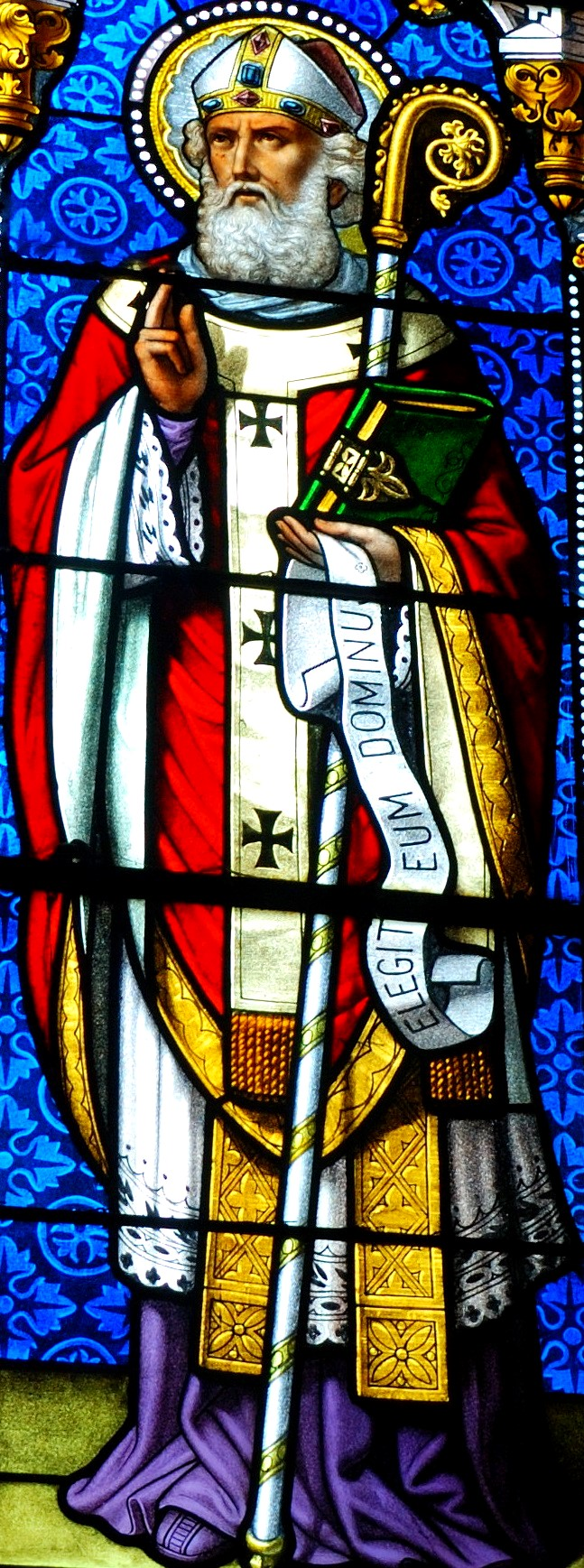
Vitrail de l'église Saint-Loup de Sermentizon.
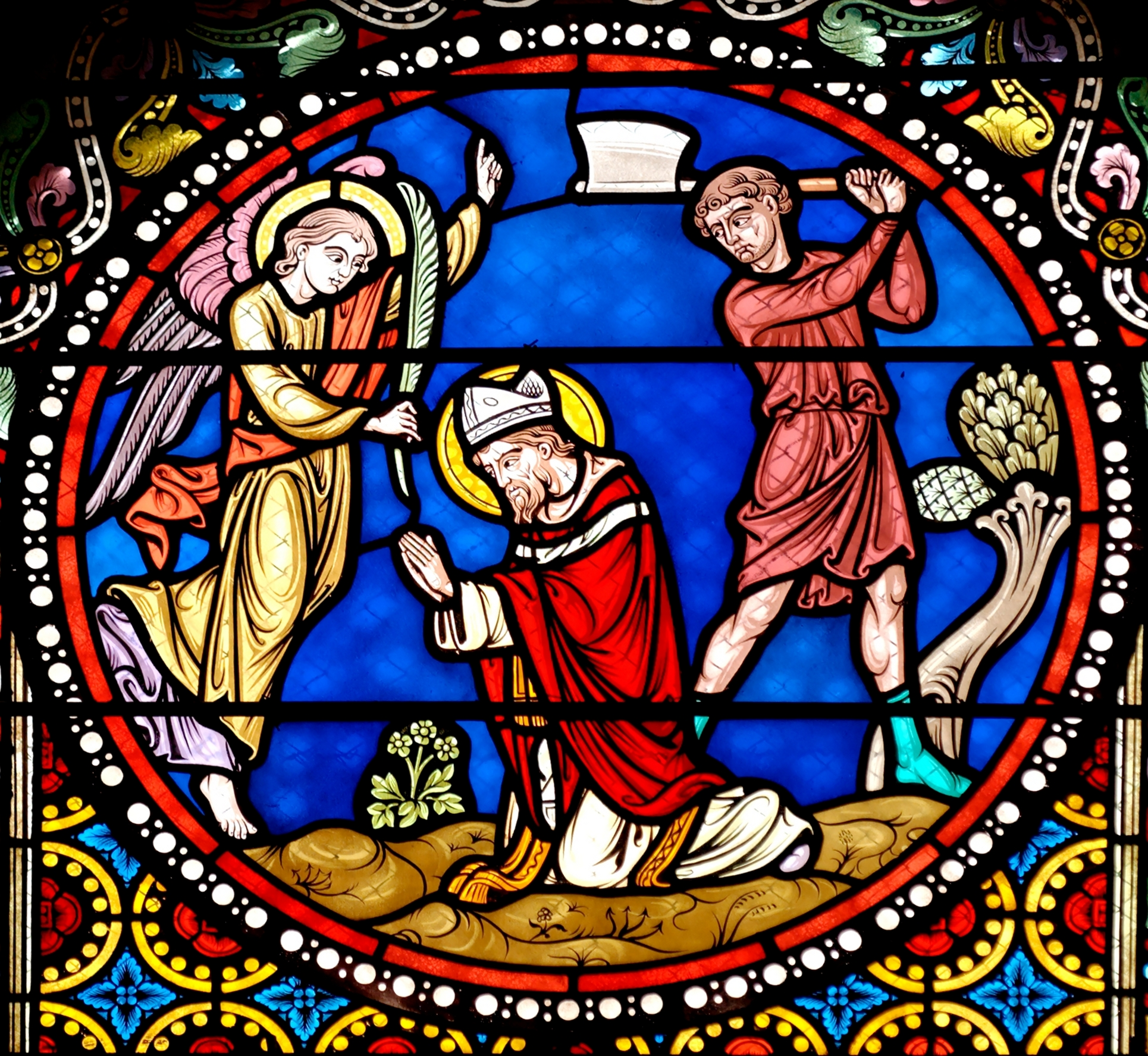
Le martyre de saint Austremoine, vitrail à l'église Saint-Austremoine d'Issoire.
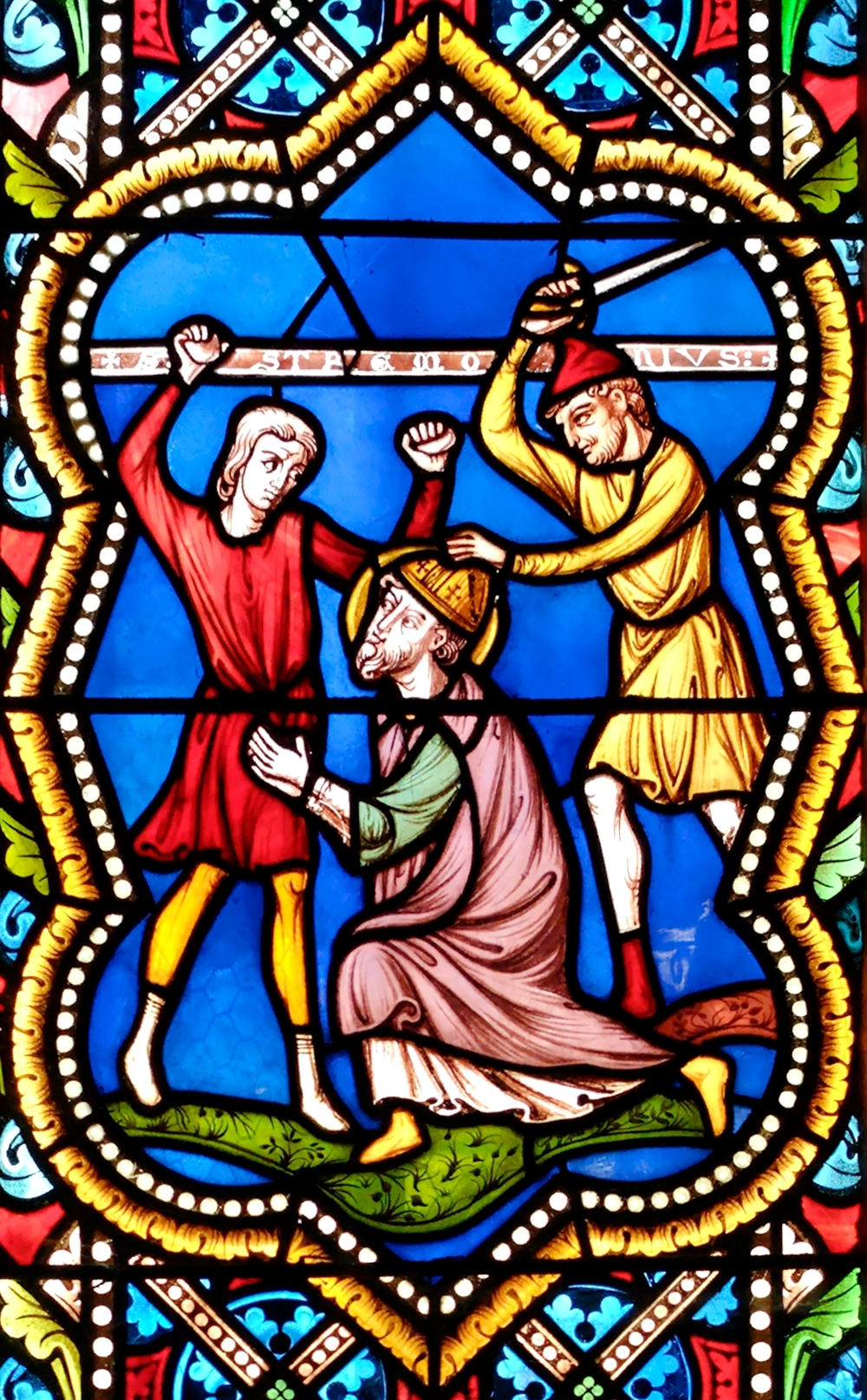
Le martyre de saint Austremoine, vitrail de Félix Gaudin, abbatiale de Mozac.